# Quattro Grandi Impegni
I Quattro Grandi Impegni  (Pali: sammappadhāna; Skt:. Samyak-pradhana o samyakprahāṇa) sono parte integrante del percorso buddista verso l'illuminazione. Esse descrivono l'insorgere e il non-insorgere di certe qualità mentali e la nostra capacità di intervenire consapevolmente su queste stesse qualità, incoraggiando l'abbandono di quelle nocive a favore di quelle benefiche.
I Quattro Grandi Impegni sono:
1. il bene non ancora maturato deve essere risvegliato
2. il bene già maturato deve essere mantenuto, sviluppato, aumentato
3. il male non ancora maturato non deve essere commesso
4. il male già maturato va sradicato